# 우메보시 덴카
우메보시 덴카(일본어: ウメ星デンカ, ウメぼしデンカ)는 후지코 후지오 의 개그 만화 · SF 만화 작품 및 그것을 원작으로 하는 애니메이션 작품, 또한 작품의 주인공의 이름을 말한다. 1968년부터 1970년까지 잡지에 연재, 1969년에 텔레비전 애니메이션화되었고 1994년에는 극장 애니메이션화되었다.

## 개요
고향인 우메보시(별)가 폭발했기 때문에 지구에 피난 온 우메보시 국가의 왕실 일가가 지구의 평범한 집 안에 식객하는 개그 만화.
전작인 《21에몽》이 비일상세계(미래)에서의 일상생활을 그린 컨셉으로 그려졌지만 당시 독자들의 반응이 별로였기 때문에 다시 "일상에 비일상적인 캐릭터가 있다"라는 컨셉으로 되돌아와서 그러한 컨셉으로 그려진 작품이다. 후지코 F. 후지오의 원점으로 되돌아 온 컨셉으로 그려진 작품이지만 특별히 눈에 띄는 이야기도 아니었고 인기 역시 별로 좋지 않아 연재 및 방송이 종료되었다. 그러나 덴카 일가가 타고 온 단지형 우주선에서 다양한 도구가 나온다는 설정은 본작의 다음에 연재되는 작품인 《도라에몽》의 〈4차원 주머니〉의 플롯이 되었다. 왕실이라는 소재를 다루고 일반 시민의 집의 2층에서 조국 부흥을 위해 부업에 열중한다는 극단적인 설정을 사용하면서도 풍자보다는 느긋하고 대범한 웃음에 싸여 저자의 것으로서 한 층 여유로운 작품이 되고 있다.
본작에 등장하는 로봇 곤스케는 21에몽의 메인 캐릭터를 맡았고 본작에서도 메인 캐릭터로 등장한다. 후지코의 작품에서는 코이케와 카미나리 등 여러 작품에 등장하는 서브 캐릭터는 몇몇 있지만 메인 캐릭터가 다른 작품에서도 주연으로 등장하는 경우는 곤스케가 유일한 예이다. 그러나 21에몽에 등장할 때에 비해 성격 및 능력이 파워업되었다.
만화 《도라에몽》(32권 〈뭐든지 공항〉)과 《침푸이》에 등장했던 것으로 보아 동일한 세계임을 알 수 있다.
1968년부터 1970년까지 쇼가쿠칸의 학습 잡지인 《초등학교 1학년》 ~ 《초등학교 4학년》, 《요이코》, 《유치원》에 연재, 1969년에 《주간 소년 선데이》에 연재되었다. 《월간 그림책》 1969년 2월호, 6월호에도 게재되었다. 마지막으로 연재가 끝난 《초등학교 2학년》, 《초등학교 3학년》에서는 마지막 2회를 후지코 F 대신 어시스턴트인 시노다 히데오가 대필하였다. 초기 단행본에서는 시노다판의 최종회가 사용되었으나 2012년 현재 단종되지 않은 쇼가쿠칸 코로코로 문고판에서는 후지코 F에 의한 최종회만을 수록, 후지코 F. 후지오 대전집판에서는 시노다판과 후지코 F판 둘 다 최종회가 수록되었다.
1969년에는 TBS계에서 애니메이션화, 1994년에는 영화 《도라에몽 노비타와 몽환삼검사》의 동시상영작으로 《우주의 끝에서 판파로판!》이 만들어졌다. 전년인 1993년에는 다시 애니메이션화 이야기가 제기되었고 파일럿 필름도 제작되어 같은 해 12월 31일 방송의 《오오미소카야! 도라에몽》에 덴카가 게스트로 출연했지만 《크레용 신짱》이 시청률이 높았기 때문에 결국 실현에는 이르지 못했다.
그리고 그로부터 4년후인 1998년 10월 11일, 《도라에몽》의 TV 방송 20주년&영화 20주년을 기념한 특별 방송 《가을이다 1번! 도라에몽 TV&영화 20주년!! 슈퍼 스페셜》에서 역대 후지코 F. 후지오 애니메이션 캐릭터와 함께 덴카가 게스트로 출연했다(그러나 대사는 없다).

### 해외 전개
중국에서는 《酸梅星王子》이라는 제목으로 만화가 발행되었다.

## 캐릭터
덴카
주인공. 우메보시 왕국의 왕자.
나카무라 타로
도쿄도에 거주하는 초등학생. 성적은 중간 정도. 항상 우메보시 일가에 남용된다.
우메보시 국왕
우메보시의 왕. 온후한 성격. 우메보시 국민을 위해 조국 부흥을 바라며 나카무라네 집에 식객하고 있다. 대사의 어미는 "~거야"이다. 즉시 타인에게 훈장을 하사하는 버릇이 있다.
우메보시 국왕비
우메보시의 왕비. 대사의 어미는 "입니다(노인어 형태, まする)"이다.
베니쇼가
시종. 충신이지만 직정형으로 바로 화를 내고 국왕과 덴카의 간언도 불사하지만 실패하자 당장 할복하겠다고 한다. 대사의 어미는 "~이로다"이다.
곤스케

베니쇼가가 구입한 도우미 로봇. 좋아하는 책은 전화번호부이다.

## 같이 보기
- 후지코 후지오 애니메이션 역사

| TBS 화요일 18:00            | TBS 화요일 18:00 | TBS 화요일 18:00 |
| 이전 작품                   | 작품명           | 다음 작품        |
| --------------------------- | ---------------- | ---------------- |
| 캡틴 스컬릿과 미스턴즈 (재) | 우메보시 덴카    | 녹희여일기       |